# Harriet Harmanová
Harriet Harmanová (* 30. července 1950 Londýn, Spojené království) je britská labouristická politička, od všeobecných voleb v roce 1997 členka dolní sněmovny Spojeného království za londýnský volební obvod Camberwell and Peckham. Od 11. května 2010 do září téhož roku byla úřadující předsedkyně Labouristické strany a vůdkyně opozice v zemi poté, co labouristé opustili vládu, v těchto funkcích ji posléze vystřídal řádně zvolený předseda Ed Miliband.

## Politická kariéra
V parlamentu přitom byla už dříve, od roku 1982, za bývalý volební obvod Peckham. Od roku 2007 byla zástupkyní předsedy labouristů, po rezignaci Gordona Browna po pro labouristy neúspěšných volbách v roce 2010 se automaticky stala úřadující předsedkyní strany.

## Osobní život
Je vdaná od roku 1982 za Jacka Dromeyho a má s ním dva syny narozené v únoru 1983 a listopadu 1984 a dceru narozenou v lednu 1987, všechny její děti mají příjmení „Harman“.